# Lưu Hoành (Tề vương)
Lưu Hoành (chữ Hán: 劉閎, ? - 110 TCN), tức Tề Hoài vương (齊懷王), là vị chư hầu vương thứ 8 của nước Tề, một chư hầu nhà Hán trong lịch sử Trung Quốc.
Ông con trai thứ hai của Hán Vũ Đế, vua thứ 7 của nhà Hán. Mẹ ông là Vương phu nhân.
Ngày 28 tháng 4 năm 117 TCN, Hán Vũ Đế sai Ngự sử đại phu Thang Miêu viết chiếu phong cho Lưu Hoành làm vua ở nước Tề. Do Vương phu nhân đang được sủng ái nên Lưu Hoành cũng được Vũ Đế thương yêu.
Năm 110 TCN, Lưu Hoành qua đời. Ông làm Tề vương 7 năm, không rõ bao nhiêu tuổi. Lưu Hoành không con nối ngôi, nước Tề do đó bị trừ, nhập vào làm quận thuộc nhà Hán.